# Campeonato Mundial de Ginástica Rítmica
Os Campeonatos Mundiais de Ginástica Rítmica são os campeonatos mundiais do esporte de ginástica rítmica. O torneio é promovido e organizado pela Federação Internacional de Ginástica (FIG). É um dos três torneios de ginástica rítmica organizados oficialmente pela FIG, assim como a Copa do Mundo de Ginástica Rítmica e as competições de ginástica nos Jogos Olímpicos (em colaboração com o COI e a federação do país organizador dos Jogos). A primeira edição do Campeonato Mundial foi realizada em 1963, época em que o esporte era conhecido como ginástica moderna. O programa atual do Campeonato Mundial contempla apresentações individuais e em grupo. Mesmo em anos não olímpicos e no ano anterior às Olimpíadas, um evento por equipe também é disputado. Duas provas não são mais disputadas nos Campeonatos Mundiais: corda individual e mãos livres.
Historicamente, a ginástica rítmica foi dominada pelos países do Leste Europeu, especialmente a União Soviética e a Bulgária. Hoje em dia, há um claro domínio dos países pós-soviéticos nos Campeonatos Mundiais, nomeadamente a Rússia, a Ucrânia e a Bielorrússia. As nações bem-sucedidas também incluem Bulgária, Itália e Espanha, que são dominantes em eventos de grupo. As únicas nações não europeias a alcançar com sucesso posições de medalhas no Campeonato Mundial são Japão, China, Coreia do Norte e Coreia do Sul. Apenas cinco ginastas individuais (Sun Duk Jo, Myong Sim Choi, Mitsuru Hiraguchi, Son Yeon-jae, Kaho Minagawa) e três grupos (Japão, Coreia do Norte e China) de fora da Europa ganharam medalhas no Campeonato Mundial.

## Edições
| Ano  | Jogos | Cidade-sede    | País               | Events        | Primeiro no Quadro de Medalhas | Segundo no Quadro de Medalhas | Terceiro no Quadro de Medalhas | Comentários          |
| ---- | ----- | -------------- | ------------------ | ------------- | ------------------------------ | ----------------------------- | ------------------------------ | -------------------- |
| 1963 | 1     | Budapeste      | Hungria            | 3             | União Soviética                | Bulgária                      | —                              | (somente individual) |
| 1965 | 2     | Praga          | Tchecoslováquia    | 3             | Tchecoslováquia                | União Soviética               | —                              | (somente individual) |
| 1967 | 3     | Copenhage      | Dinamarca          | 5             | União Soviética                | Tchecoslováquia               | Bulgária                       |                      |
| 1969 | 4     | Varna          | Bulgária           | 6             | Bulgária                       | União Soviética               | Tchecoslováquia                |                      |
| 1971 | 5     | Havana         | Cuba               | 6             | Bulgária                       | União Soviética               | Coreia do Norte                |                      |
| 1973 | 6     | Roterdã        | Países Baixos      | 6             | União Soviética                | Bulgária                      | Tchecoslováquia                |                      |
| 1975 | 7     | Madrid         | Espanha            | 6             | Alemanha Ocidental             | Japão                         | Itália                         |                      |
| 1977 | 8     | Basiléia       | Suíça              | 6             | União Soviética                | Bulgária · Tchecoslováquia    | —                              |                      |
| 1979 | 9     | Londres        | Reino Unido        | 6             | União Soviética                | Bulgária                      | Tchecoslováquia                |                      |
| 1981 | 10    | Munique        | Alemanha Ocidental | 6             | Bulgária                       | União Soviética               | Tchecoslováquia                |                      |
| 1983 | 11    | Estrasburgo    | França             | 6             | Bulgária                       | União Soviética               | Coreia do Norte                |                      |
| 1985 | 12    | Valladolid     | Espanha            | 6             | Bulgária                       | União Soviética               | Coreia do Norte                |                      |
| 1987 | 13    | Varna          | Bulgária           | 8             | Bulgária                       | União Soviética               | China                          |                      |
| 1989 | 14    | Sarajevo       | Iugoslávia         | 9             | União Soviética                | Bulgária                      | Espanha                        |                      |
| 1991 | 15    | Atenas         | Grécia             | 9             | União Soviética                | Espanha                       | Bulgária                       |                      |
| 1992 | 16    | Bruxelas       | Bélgica            | 8             | Rússia                         | Bielorrússia                  | Bulgária                       |                      |
| 1993 | 17    | Alicante       | Espanha            | 7             | Bulgária                       | Ucrânia                       | Espanha                        | (somente individual) |
| 1994 | 18    | Paris          | França             | 8             | Ucrânia                        | Bulgária                      | Rússia                         |                      |
| 1995 | 19    | Viena          | Áustria            | 9             | Bulgária                       | Rússia                        | Ucrânia                        |                      |
| 1996 | 20    | Budapeste      | Hungria            | 7             | Ucrânia                        | Bielorrússia                  | Rússia                         |                      |
| 1997 | 21    | Berlim         | Alemanha           | 6             | Ucrânia                        | Rússia                        | Bielorrússia                   | (somente individual) |
| 1998 | 22    | Sevilha        | Espanha            | 3             | Bielorrússia                   | Espanha                       | Rússia                         | (somente grupos)     |
| 1999 | 23    | Osaka          | Japão              | 9             | Rússia                         | Grécia                        | Ucrânia                        |                      |
| 2001 | 24    | Madrid         | Espanha            | 6             | Ucrânia                        | Bulgária                      | Bielorrússia                   | (somente individual) |
| 2002 | 25    | Nova Orleans   | Estados Unidos     | 3             | Rússia                         | Grécia                        | Ucrânia                        | (somente grupos)     |
| 2003 | 26    | Budapeste      | Hungria            | 9             | Rússia                         | Ucrânia                       | Bulgária                       |                      |
| 2005 | 27    | Baku           | Azerbaijão         | 9             | Rússia                         | Itália                        | Bulgária                       |                      |
| 2007 | 28    | Patras         | Grécia             | 9             | Rússia                         | Ucrânia                       | Itália                         |                      |
| 2009 | 29    | Ise            | Japão              | 9             | Rússia                         | Itália                        | Bielorrússia                   |                      |
| 2010 | 30    | Moscou         | Rússia             | 9             | Rússia                         | Itália                        | Bielorrússia                   |                      |
| 2011 | 31    | Montpellier    | França             | 9             | Rússia                         | Itália                        | Bulgária                       |                      |
| 2013 | 32    | Kiev           | Ucrânia            | 8             | Rússia                         | Ucrânia                       | Bielorrússia                   |                      |
| 2014 | 33    | Esmirna        | Turquia            | 9             | Rússia                         | Bulgária                      | Espanha                        |                      |
| 2015 | 34    | Stuttgart      | Alemanha           | 9             | Rússia                         | Itália                        | Bielorrússia                   |                      |
| 2017 | 35    | Pesaro         | Itália             | 8             | Rússia                         | Itália                        | Japão                          |                      |
| 2018 | 36    | Sófia          | Bulgária           | 9             | Rússia                         | Itália                        | Bulgária                       |                      |
| 2019 | 37    | Baku           | Azerbaijão         | 9             | Rússia                         | Japão                         | Israel                         |                      |
| 2021 | 38    | Kitakyushu     | Japão              | 9             | RGF [a]                        | Itália                        | Bielorrússia                   |                      |
| 2022 | 39    | Sófia          | Bulgária           | 9             | Itália                         | Bulgária                      | Alemanha                       |                      |
| 2023 | 40    | Valência       | Espanha            | 9             | Alemanha                       | Israel                        | Bulgária                       |                      |
| 2025 | 41    | Rio de Janeiro | Brasil             | Evento futuro | Evento futuro                  | Evento futuro                 | Evento futuro                  | Evento futuro        |
| 2026 | 42    | Berlin         | Alemanha           | Evento futuro | Evento futuro                  | Evento futuro                 | Evento futuro                  | Evento futuro        |
| 2027 | 43    | Baku           | Azerbaijão         | Evento futuro | Evento futuro                  | Evento futuro                 | Evento futuro                  | Evento futuro        |

## Medalhistas
As nações dominantes incluem a União Soviética (bem como seus estados independentes subsequentes, ou seja, Rússia, Ucrânia, Bielorrússia e Azerbaijão) e a Bulgária.

### Individual Geral
| Medalhistas de Individual Geral | Medalhistas de Individual Geral | Medalhistas de Individual Geral     | Medalhistas de Individual Geral                    | Medalhistas de Individual Geral    |
| ------------------------------- | ------------------------------- | ----------------------------------- | -------------------------------------------------- | ---------------------------------- |
| Ano                             | Local                           | Ouro                                | Prata                                              | Bronze                             |
| 1963                            | Budapeste, Hungria              | Ludmila Savinkova                   | Tatiana Kravtchenko                                | Julia Trashlieva                   |
| 1965                            | Praga, Tchecoslováquia          | Hana Mičechová                      | Tatiana Kravtchenko                                | Hana Machatová-Bogušovská          |
| 1967                            | Copenhage, Dinamarca            | Elena Karpukhina                    | Ute Lehmann                                        | Liubov Sereda                      |
| 1969                            | Varna, Bulgária                 | Maria Gigova                        | Neshka Robeva Liubov Sereda Galima Shugurova       | —                                  |
| 1971                            | Havana, Cuba                    | Maria Gigova                        | Elena Karpukhina                                   | Alfia Nazmutdinova                 |
| 1973                            | Roterdã, Países Baixos          | Maria Gigova Galima Shugurova       | —                                                  | Natalia Krachinnekova              |
| 1975                            | Madrid, Espanha                 | Carmen Rischer                      | Christiana Rosenberg                               | María Jesús Alegre                 |
| 1977                            | Basiléia, Suíça                 | Irina Deriugina                     | Galima Shugurova                                   | Kristina Guiourova                 |
| 1979                            | Londres, Grã-Bretanha           | Irina Deriugina                     | Elena Tomas                                        | Irina Gabashvili                   |
| 1981                            | Munique, Alemanha Ocidental     | Anelia Ralenkova                    | Lilia Ignatova Iliana Raeva                        | —                                  |
| 1983                            | Estrasburgo, França             | Diliana Georgieva                   | Galina Beloglazova Lilia Ignatova Anelia Ralenkova | —                                  |
| 1985                            | Valladolid, Espanha             | Diliana Georgieva                   | Lilia Ignatova                                     | Bianka Panova                      |
| 1987                            | Varna, Bulgária                 | Bianka Panova                       | Adriana Dunavska Elizabeth Koleva                  | —                                  |
| 1989                            | Sarajevo, Iugoslávia            | Alexandra Timoshenko                | Bianka Panova                                      | Adriana Dunavska Oksana Skaldina   |
| 1991                            | Atenas, Grécia                  | Oksana Skaldina                     | Alexandra Timoshenko                               | Mila Marinova                      |
| 1992                            | Bruxelas, Bélgica               | Oksana Kostina                      | Maria Petrova                                      | Larisa Lukyanenko                  |
| 1993                            | Alicante, Espanha               | Maria Petrova                       | Kateryna Serebrianska                              | Amina Zaripova                     |
| 1994                            | Paris, França                   | Maria Petrova                       | Larisa Lukyanenko Amina Zaripova                   | —                                  |
| 1995                            | Viena, Áustria                  | Maria Petrova Kateryna Serebrianska | —                                                  | Yana Batyrshina Larissa Lukyanenko |
| 1997                            | Berlim, Alemanha                | Olena Vitrychenko                   | Natalia Lipkovskaya                                | Yana Batyrshina                    |
| 1999                            | Osaka, Japão                    | Alina Kabaeva                       | Yulia Raskina                                      | Yulia Barsukova                    |
| 2001                            | Madrid, Espanha                 | Tamara Yerofeeva                    | Simona Peycheva                                    | Anna Bessonova                     |
| 2003                            | Budapeste, Hungria              | Alina Kabaeva                       | Anna Bessonova                                     | Irina Tchachina                    |
| 2005                            | Baku, Azerbaijão                | Olga Kapranova                      | Anna Bessonova                                     | Irina Tchachina                    |
| 2007                            | Patras, Grécia                  | Anna Bessonova                      | Vera Sessina                                       | Olga Kapranova                     |
| 2009                            | Mie, Japão                      | Evgeniya Kanaeva                    | Daria Kondakova                                    | Anna Bessonova                     |
| 2010                            | Moscou, Rússia                  | Evgeniya Kanaeva                    | Daria Kondakova                                    | Melitina Staniouta                 |
| 2011                            | Montpellier, França             | Evgeniya Kanaeva                    | Daria Kondakova                                    | Aliya Garayeva                     |
| 2013                            | Kiev, Ucrânia                   | Yana Kudryavtseva                   | Ganna Rizatdinova                                  | Melitina Staniouta                 |
| 2014                            | Izmir, Turquia                  | Yana Kudryavtseva                   | Margarita Mamun                                    | Ganna Rizatdinova                  |
| 2015                            | Stuttgart, Alemanha             | Yana Kudryavtseva                   | Margarita Mamun                                    | Melitina Staniouta                 |
| 2017                            | Pesaro, Itália                  | Dina Averina                        | Arina Averina                                      | Linoy Ashram                       |
| 2018                            | Sófia, Bulgária                 | Dina Averina                        | Linoy Ashram                                       | Aleksandra Soldatova               |
| 2019                            | Baku, Azerbaijão                | Dina Averina                        | Arina Averina                                      | Linoy Ashram                       |
| 2021                            | Kitakyushu, Japão               | Dina Averina                        | Alina Harnasko                                     | Arina Averina                      |
| 2022                            | Sófia, Bulgária                 | Sofia Raffaeli                      | Darja Varfolomeev                                  | Stiliana Nikolova                  |
| 2023                            | Valência, Espanha               | Darja Varfolomeev                   | Sofia Raffaeli                                     | Daria Atamanov                     |

### Conjuntos
| Medalhistas de Conjuntos | Medalhistas de Conjuntos     | Medalhistas de Conjuntos | Medalhistas de Conjuntos          | Medalhistas de Conjuntos |
| ------------------------ | ---------------------------- | ------------------------ | --------------------------------- | ------------------------ |
| Ano                      | Local                        | Ouro                     | Prata                             | Bronze                   |
| 1967                     | Copenhage, Dinamarca         | União Soviética          | Tchecoslováquia                   | Bulgária                 |
| 1969                     | Varna (Bulgária)             | Bulgária                 | União Soviética                   | Tchecoslováquia          |
| 1971                     | Havana, Cuba                 | Bulgária                 | União Soviética                   | Itália                   |
| 1973                     | Roterdã, Países Baixos       | União Soviética          | Tchecoslováquia                   | Alemanha Oriental        |
| 1975                     | Madrid, Espanha              | Itália                   | Japão                             | Espanha                  |
| 1977                     | Basiléia, Suíça              | União Soviética          | Bulgária                          | Tchecoslováquia          |
| 1979                     | Londres, Grã-Bretanha        | União Soviética          | Tchecoslováquia                   | Bulgária                 |
| 1981                     | Munique, Alemanha Ocidental  | Bulgária                 | União Soviética                   | Tchecoslováquia          |
| 1983                     | Estrasburgo, França          | Bulgária                 | União Soviética                   | Coreia do Norte          |
| 1985                     | Valladolid, Espanha          | Bulgária                 | Coreia do Norte · União Soviética | —                        |
| 1987                     | Varna, Bulgária              | Bulgária                 | União Soviética                   | China · Espanha          |
| 1989                     | Sarajevo, Yugoslavia         | Bulgária                 | União Soviética                   | Espanha                  |
| 1991                     | Atenas, Grécia               | Espanha                  | União Soviética                   | Coreia do Norte          |
| 1992                     | Bruxelas, Bélgica            | Rússia                   | Espanha                           | Coreia do Norte          |
| 1994                     | Paris, França                | Rússia                   | Espanha                           | Bulgária                 |
| 1995                     | Viena, Áustria               | Bulgária                 | Espanha                           | Bielorrússia             |
| 1996                     | Budapeste, Hungria           | Bulgária                 | Espanha                           | Bielorrússia             |
| 1998                     | Sevilha, Espanha             | Bielorrússia             | Espanha                           | Rússia                   |
| 1999                     | Osaka, Japão                 | Rússia                   | Grécia                            | Bielorrússia             |
| 2002                     | Nova Orleans, Estados Unidos | Rússia                   | Bielorrússia                      | Grécia                   |
| 2003                     | Budapeste, Hungria           | Rússia                   | Bulgária                          | Bielorrússia             |
| 2005                     | Baku, Azerbaijão             | Rússia                   | Itália                            | Bielorrússia             |
| 2007                     | Patras, Grécia               | Rússia                   | Itália                            | Bielorrússia             |
| 2009                     | Mie, Japão                   | Itália                   | Bielorrússia                      | Rússia                   |
| 2010                     | Moscou, Rússia               | Itália                   | Bielorrússia                      | Rússia                   |
| 2011                     | Montpellier, França          | Itália                   | Rússia                            | Bulgária                 |
| 2013                     | Kiev, Ucrânia                | Bielorrússia             | Itália                            | Rússia                   |
| 2014                     | Izmir, Turquia               | Bulgária                 | Itália                            | Bielorrússia             |
| 2015                     | Stuttgart, Alemanha          | Rússia                   | Bulgária                          | Espanha                  |
| 2017                     | Pesaro, Itália               | Rússia                   | Bulgária                          | Japão                    |
| 2018                     | Sófia, Bulgária              | Rússia                   | Itália                            | Bulgária                 |
| 2019                     | Baku, Azerbaijão             | Rússia                   | Japão                             | Bulgária                 |
| 2021                     | Kitakyushu, Japão            | RGF                      | Itália                            | Bielorrússia             |
| 2022                     | Sófia, Bulgária              | Bulgária                 | Israel                            | Espanha                  |
| 2023                     | Valência, Espanha            | Israel                   | China                             | Espanha                  |

## Quadro de medalhas geral
Última atualização após o Campeonato Mundial de 2022
| Pos.                | País                             | Ouro | Prata | Bronze | Total |
| ------------------- | -------------------------------- | ---- | ----- | ------ | ----- |
| 1                   | Rússia                           | 113  | 57    | 35     | 205   |
| 2                   | Bulgária                         | 70   | 61    | 54     | 185   |
| 3                   | União Soviética                  | 50   | 43    | 27     | 120   |
| 4                   | Ucrânia                          | 25   | 28    | 40     | 93    |
| 5                   | Itália                           | 16   | 24    | 14     | 54    |
| 6                   | Bielorrússia                     | 10   | 28    | 41     | 79    |
| 7                   | Espanha                          | 7    | 12    | 22     | 41    |
| 8                   | Federação Russa de Ginástica [a] | 7    | 4     | 2      | 13    |
| 9                   | Alemanha                         | 6    | 4     | 1      | 11    |
| 10                  | Alemanha Ocidental               | 5    | 5     | 0      | 10    |
| 11                  | Tchecoslováquia                  | 4    | 5     | 8      | 17    |
| 12                  | Grécia                           | 3    | 1     | 2      | 6     |
| 13                  | Israel                           | 2    | 9     | 8      | 19    |
| 14                  | Japão                            | 2    | 5     | 6      | 13    |
| 15                  | China                            | 1    | 3     | 2      | 6     |
| 16                  | Coreia do Norte                  | 1    | 2     | 4      | 7     |
| 17                  | Azerbaijão                       | 0    | 1     | 8      | 9     |
| 18                  | Alemanha Oriental                | 0    | 1     | 3      | 4     |
| 19                  | Eslovénia                        | 0    | 0     | 2      | 2     |
| 19                  | França                           | 0    | 0     | 2      | 2     |
| 19                  | Hungria                          | 0    | 0     | 2      | 2     |
| 22                  | Coreia do Sul                    | 0    | 0     | 1      | 1     |
| 22                  | Roménia                          | 0    | 0     | 1      | 1     |
| Total (23 entradas) | Total (23 entradas)              | 322  | 293   | 285    | 900   |

- ↑[a]  No Campeonato Mundial de Ginástica Rítmica de 2021 em Kitakyushu, Japão, de acordo com uma proibição da Agência Mundial Antidoping (WADA) e uma decisão do Tribunal Arbitral do Esporte (CAS), os atletas da Rússia não foram autorizados a usar o nome, bandeira ou hino russos. Em vez disso, eles participaram sob o nome e a bandeira da RGF (Federação Russa de Ginástica).

## Múltiplos medalhistas de ouro
Negrito denota ginastas rítmicas ativos e maior contagem de medalhas entre todas as ginastas rítmicas (incluindo aquelas que não estão incluídas nestas tabelas) por tipo.

### Todos os eventos
| Pos. | Ginasta rítmica      | País                                  | De   | Até  | Ouro | Prata | Bronze | Total |
| ---- | -------------------- | ------------------------------------- | ---- | ---- | ---- | ----- | ------ | ----- |
| 1    | Dina Averina         | Rússia · Federação Russa de Ginástica | 2017 | 2021 | 18   | 3     | 1      | 22    |
| 2    | Evgeniya Kanaeva     | Rússia                                | 2007 | 2011 | 17   | 1     | –      | 18    |
| 3    | Yana Kudryavtseva    | Rússia                                | 2013 | 2015 | 13   | 3     | –      | 16    |
| 4    | Maria Tolkacheva     | Rússia · Federação Russa de Ginástica | 2014 | 2021 | 11   | 4     | 1      | 16    |
| 5    | Alexandra Timoshenko | União Soviética                       | 1989 | 1991 | 10   | 2     | –      | 12    |
| 6    | Olga Kapranova       | Rússia                                | 2003 | 2009 | 10   | 1     | 1      | 12    |
| 7    | Maria Petrova        | Bulgária                              | 1991 | 1996 | 9    | 9     | 4      | 22    |
| 8    | Olena Vitrychenko    | Ucrânia                               | 1992 | 1999 | 9    | 7     | 7      | 23    |
| 9    | Galima Shugurova     | União Soviética                       | 1969 | 1977 | 9    | 4     | 1      | 14    |
| 10   | Alina Kabaeva        | Rússia                                | 1999 | 2007 | 9    | 3     | 2      | 14    |

### Eventos individuais
| Pos. | Ginasta rítmica       | País                                  | De   | Até  | Ouro | Prata | Bronze | Total |
| ---- | --------------------- | ------------------------------------- | ---- | ---- | ---- | ----- | ------ | ----- |
| 1    | Dina Averina          | Rússia · Federação Russa de Ginástica | 2017 | 2021 | 15   | 3     | 1      | 19    |
| 2    | Evgeniya Kanaeva      | Rússia                                | 2009 | 2011 | 13   | 1     | –      | 14    |
| 3    | Yana Kudryavtseva     | Rússia                                | 2013 | 2015 | 11   | 3     | –      | 14    |
| 4    | Olena Vitrychenko     | Ucrânia                               | 1993 | 1999 | 9    | 5     | 4      | 18    |
| 5    | Galima Shugurova      | União Soviética                       | 1969 | 1977 | 9    | 4     | 1      | 14    |
| 6    | Maria Gigova          | Bulgária                              | 1967 | 1973 | 9    | 2     | 2      | 13    |
| 7    | Maria Petrova         | Bulgária                              | 1992 | 1996 | 8    | 7     | 4      | 19    |
| 8    | Kateryna Serebrianska | Ucrânia                               | 1993 | 1996 | 8    | 4     | 3      | 15    |
| 9    | Bianka Panova         | Bulgária                              | 1985 | 1989 | 8    | 2     | 1      | 11    |
| 10   | Alexandra Timoshenko  | União Soviética                       | 1989 | 1991 | 8    | 2     | –      | 10    |

### Recordes
| Categria      | Todos os eventos                                                | Eventos individuais                                             |
| ------------- | --------------------------------------------------------------- | --------------------------------------------------------------- |
| Mais medalhas | - Anna Bessonova : 27 medalhas (5 ouros, 15 pratas e 7 bronzes) | - Anna Bessonova : 22 medalhas (3 ouros, 13 pratas e 6 bronzes) |